# Abdelilah Hafidi
Ahmed Kantari (Boujad, 14 de maio de 1992) é um futebolista profissional marroquino que atua como meia.

## Carreira
Abdelilah Hafidi fez parte do elenco da Seleção Marroquina de Futebol na Campeonato Africano das Nações de 2013.